# Ako (グラビアアイドル)
Ako（あこ、1992年6月10日 - ）は、日本のグラビアアイドル。埼玉県出身。
e-2dive entertainment、R・I・P所属を経て、現在はフリーランスで活動中。旧芸名は「来栖あこ」、「AKO」。

## 人物
- 2017年デビュー[2]。
- 趣味はスポーツ観戦（プロ野球やラグビー）・野球（好きな球団は埼玉西武ライオンズ）・お笑い番組鑑賞・海外ドラマ鑑賞・映画鑑賞・漫画を読むこと[1]。
- 特技はお菓子作り、裁縫、ボディーランゲージ[1]。
- 2019年1月11日、自身のTwitter（現・X）にて「来栖 あこ」（くるす あこ）から「AKO」（あこ）への改名とe-2dive entertainmentからR・I・P youthへの移籍を報告[3]。
- 2021年4月12日、自身のTwitterにてR・I・Pを退所したこと、芸名を「AKO」から「Ako」に改名し、今後はフリーランスで活動することを報告した[4]。
- 2022年、チーム「CCO1」のメンバーとなった[5][6]。
- 2023年8月22日、「AkoPai」名義でInstagramを更新した[7]。

## 作品

### 写真集
- 想像を超えるKカップ 来栖あこFirst写真集（2018年12月15日、游学社）

### DVD
※◎=BD版あり

#### 来栖あこ名義
- ミルキー・グラマー（2017年6月23日、竹書房）◎
- Knock Out K Body（2017年9月22日、イーネットフロンティア）
- mellow（2018年1月26日、スパイスビジュアル）
- 溢れる果肉（2018年4月27日、エスデジタル）
- 気まぐれあこニャン（2018年11月20日、ラインコミュニケーションズ）◎

#### AKO名義
- あこパイLOVE（2019年5月23日、ギルド)
- 隣の巨乳お姉さんが暇すぎてボクを誘惑してくるからその熟れた女体と思う存分愛し合った夏の夕暮れ（2021年5月25日、エアーコントロール）

#### Ako名義
- キミの笑顔が一番大好き（2022年1月20日、エアーコントロール）◎

### 雑誌
- キスカ 2017年7月号 表紙（竹書房）